# Estadio Municipal de Cavancha
El estadio municipal de Cavancha es un recinto deportivo ubicado en la ciudad de Iquique, Chile, frente a Playa Cavancha, donde hizo de local el club de fútbol Deportes Iquique en forma provisoria, tras la demolición del Estadio Tierra de Campeones, para la posterior reconstrucción de éste. Actualmente tiene un aforo de 3300 espectadores. El estadio se ubica en Avenida Arturo Prat Chacón frente al Casino Dreams.

## Historia
Fue llamado inicialmente Coliseo Deportivo de Cavancha, también nacido bajo el nombre de Estadio Regional de Iquique, aunque popularmente se le llamó desde siempre como el Estadio Municipal o el Estadio Cavancha. Fue construido sobre un terreno de un parque viejo ubicado en el sector. Detrás del antiguo estadio se ubicaba el ex aeropuerto que funcionaba en el sector límite en aquel entonces de la ciudad de Iquique.
El estadio fue creado como respuesta a la demanda del fútbol iquiqueño de tener recinto propio para albergar los partidos en condición de local, finalmente fue inaugurado en 1933, durante la 54° aniversario del Combate naval de Iquique, tras 2 años de arduo trabajo de construcción, durante la gobernación del entonces Presidente de Chile Arturo Alessandri Palma.
De inmediato a la inauguración del estadio se empezaron a disputar los partidos de fútbol, además de tener un hipódromo, hasta entonces la ciudad no contaba con un recinto para semejante concentración del público de forma cómoda y moderna.
En el año 1976 se aumentaron y mejoraron las graderías para recibir a más público, tras el traslado del aeropuerto fuera de la ciudad en 1973; en 1978 al fusionarse los equipos Cavancha y Estrella de Chile y otros menores de la liga amateur de la ciudad, el naciente Club Deportes Iquique empezaría a utilizar el estadio municipal como su sede local. Dentro de este viejo estadio se vería a Deportes Iquique ascender a primera división del fútbol chileno, siendo uno de los hitos más recordados dentro de la historia del estadio.

### Cierre del estadio
La última vez que se ocuparía el estadio para encuentros de fútbol fue en las temporadas 1992-1993, pasando de la segunda a primera división del fútbol chileno; pues el cierre definitivo fue en diciembre de 1993, cuando el alcalde y edil Jorge Soria Quiroga da por inaugurado el nuevo Estadio Tierra de Campeones, pasando el antiguo recinto al olvido por varios años, el último partido disputado fue con Provincial Osorno, quien derrotó a los dragones por la cuenta mínima costándole el descenso a segunda división.
Desde entonces, el recinto quedó abandonado y con su sector de cancha y graderías totalmente desmantelado, siendo ocupado como bodega para camiones de servicio de la comuna, además de tener corrales para llamas, guanacos, y otros animales de la zona norte de chile.
En algún momento se especuló su derrumbe en 1999, para posteriormente el terreno ser vendido a alguna inmobiliaria por su ubicación privilegiada frente a Playa Cavancha.
Desde ese entonces el antiguo recinto ha servido esporádicamente para diversas actividades, como ferias, festivales, exposiciones, etc.

### Patrimonio comunal
El complejo del ex estadio Cavancha se considera patrimonio comunal y le confiere su tradicional arquitectura. Unas de las priodidades en los próximos meses es la restauración del recinto. Es el centro de estudios para determinar la reparación necesaria y la manutención de la misma, por lo mismo, existe un consenso de la necesidad de reconstruir las instalaciones sanitarias, las graderías y las casetas de transmisión, para radio y televisión existentes en la actualidad.

### Actual estadio de Deportes Iquique
En agosto y septiembre de 2016 se instaló el pasto dentro del recinto y se reparó las graderías del público para albergar los partidos de fútbol de Deportes Iquique en condición de local, tras la demolición del Estadio Tierra de Campeones, principal recinto del club, para una posterior remodelación; el riego del césped es tecnificado con un sistema de bombas, remplazando el regado con camiones aljibe como lo fue en un principio.
Con respecto a las iluminarias del estadio aún no se tiene contemplado disputar los partidos de noche, por lo que en el momento solo se podrá jugar con la luz natural del día.